# Diastématomyélie

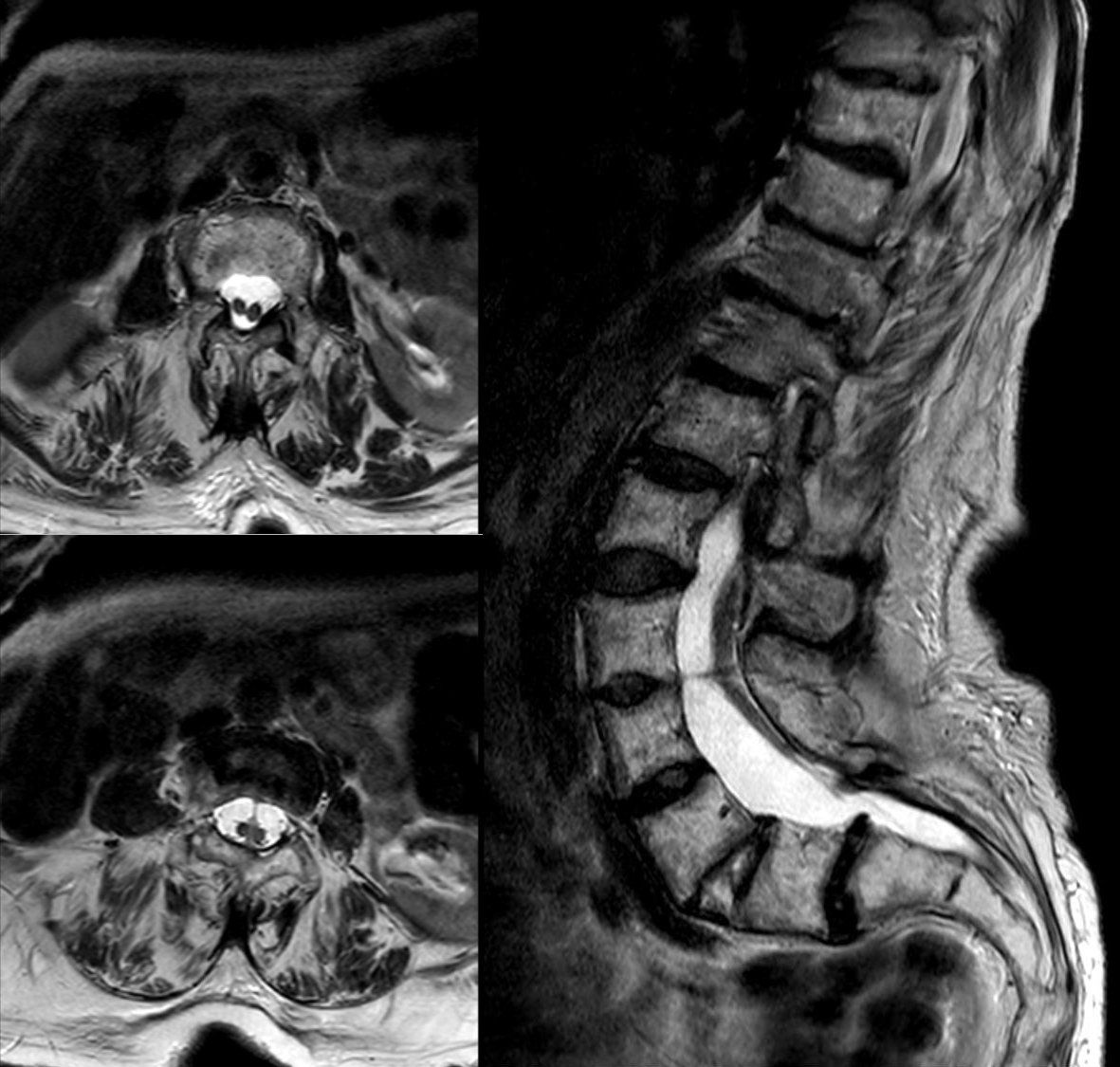
IRM d'une diastématomyélie de la colonne lombaire.

La diastématomyélie est une duplication de la moelle épinière dans le plan sagittal. Un septum osseux ou cartilagineux est volontiers associé à la division médullaire (en son absence on parle de diplomyélie). Ce septum siège habituellement à la face postérieure du corps vertébral et rarement à la face ventrale de l'arc postérieur. Dans la moitié des cas, l'âge de découverte se situe avant 5 ans. Parmi les manifestations cliniques, on retrouve:
- une hypertrichose,
- troubles neurologiques variables,
- atteintes orthopédiques (malformations, scoliose, cyphose lombosacrée, etc.).